# Bawomaenamolo
Bawomaenamolo is een bestuurslaag in het regentschap Nias Selatan van de provincie Noord-Sumatra, Indonesië. Bawomaenamolo telt 414 inwoners (volkstelling 2010).